# Éon Ier de Penthièvre
Eudes Ier de Penthièvre (souvent Éon ou Eudon), né en 999 et mort le 7 janvier 1079, fut comte de Penthièvre de 1035 à 1079. En 1040, il s'empare de son neveu Conan II, successeur désigné à la tête du duché de Bretagne, puis après sa libération en 1047, il continue de régner sur une grande partie du territoire jusqu'à sa capture en 1056. 
Eudes est le premier des Eudonides, prestigieux lignage des Comtes de Penthièvre, branche cadette des Comtes de Rennes et des Ducs de Bretagne.

## Historiographie
Du XVIe au début du XXe siècle, les historiens, s'appuyant en partie sur la Chronique de Saint-Brieuc (datée d'une période comprise entre 1394 et 1416), ont écrit un récit de la vie d'Eudes dont la véracité est remise en cause par les historiens du XXe siècle et du XXIe siècle. À l'époque où a été rédigée la Chronique de Saint-Brieuc, plusieurs documents ont en effet été inventés pour justifier la légitimité des Montfort face aux Eudonides. 
Bertrand d'Argentré en 1588, Augustin du Paz en 1619, Pierre Le Baud édité en 1638, puis Arthur de la Borderie en 1899 rapportent tous les mêmes faits :
- Eudes se serait révolté contre son frère Alain lorsqu'il reçut l'apanage de la Domnonée. Pour Eudes, le territoire de l'apanage était insuffisant, un conflit éclate entre les deux frères se terminant par le siège du château de Léhon et l'attaque d'Aleth par Alain. Judicaël, évêque de Vannes serait intervenu pour rétablir la paix entre les deux frères avec l'aide de Robert, Duc de Normandie. Eudes rend alors hommage à Alain ;
- à la mort d'Alain III en 1040, Eudes aurait usurpé le pouvoir ducal et se serait emparé du fils d'Alain, le futur Conan II, contre l'avis de la duchesse Berthe de Blois et celui des grands du duché.

En 1987, Noël-Yves Tonnerre considère que cette narration n'est pas crédible, Eudes et Alain auraient gouverné le duché en bonne entente, aucune source ne mentionne un éventuel conflit entre les deux frères à propos de l'apanage de la Domnonée. De plus, selon Stéphane Morin, en 2009, Eudes aurait honoré honnêtement son tutorat envers Conan et lui aurait laissé la première place dans la signature des actes du Duché jusqu'en 1047.
Selon Noël-Yves Tonnerre, Conan serait devenu duc en 1047, et Eudes se serait replié dans son apanage à partir de 1047. 
Plus récemment, Stéphane Morin, s'appuyant sur des écrits d'Orderic Vital et du pape Léon IX, estime que le pouvoir ducal est resté entre les mains d'Eudes jusqu'en 1057, Conan II le combattant de 1047 à 1057. En 1057, Eudes est capturé par Conan qui l'emmène à Chartres. Au-delà de cette date, Eudes semble s'être rapproché de Guillaume le Conquérant, ses fils participeront activement à la conquête de l'Angleterre.

## Biographie

### Origine
Eon ou Eudes est le fils cadet du duc de Bretagne Geoffroi Ier et d'Havoise de Normandie, fille du duc de Normandie Richard Ier. Son frère aîné est Alain III de Bretagne. Alain et Eudes sont élevés ensemble par leur mère, régente du duché après la mort de Geoffroi Ier en 1008. Richard II de Normandie est leur tuteur.
Certains faits et textes pourraient laisser supposer qu'Eudes et Alain étaient jumeaux.

### Comte de Bretagne
De 1024 à 1030, Alain et Eudes semblent gouverner le duché ensemble, ils sont tous deux qualifiés de Brittanorum monarchi ou de Principes Brittaniae.
En 1031, Eudes est présent avec son frère le duc Alain III de Bretagne, lors d'une donation faite à l'Abbaye du Mont-Saint-Michel et l'année suivante lors de la fondation de l'abbaye Saint-Georges de Rennes dont leur sœur Adèle devient la première abbesse.
Vers 1035-1040, la protection de Guillaume, bâtard de Robert Ier de Normandie, est confiée aux deux frères. 
Après un conflit avec son frère et l'arbitrage de leur oncle Judicaël évêque de Vannes (version démentie par les études historiques récentes,), il obtient d'Alain III en 1035 l'apanage de la Domnonée constitué des évêchés de Saint Brieuc, Tréguier, Alet et Dol-de-Bretagne, et qui comprend les comtés et baronnies de Penthièvre, Goëlo et Lamballe. 
Dans un article de 2017, André-Yves Bourgès s'interroge sur une éventuelle gémellité d'Alain et Eudes, l'attribution de l'apanage de la Domnonée à Eudes pourrait alors être envisagée comme un partage du royaume. 
La Domnonée pourrait correspondre à l'ancien pagus d'Alet. Ce pagus n'appartenait pas à la marche carolingienne de Bretagne et aurait donc pu avoir un mode d'organisation différent de celui du reste du Duché. Il fut démembré successivement par la création de l'évêché de Dol au IXe siècle puis par celle des évêchés de Tréguier et de Saint-Brieuc au Xe siècle (André-Yves Bourgés émet une hypothèse légèrement différente : les évêchés de Tréguier et de Saint-Brieuc auraient pu être érigés au 1er tiers du XIe siècle dans le contexte de l'obtention de l'apanage par Eudes,).  
Eudes devient alors Comte de Bretagne.
Après la disparition prématurée de son frère Alain III, en 1040 et le remariage de Berthe de Blois, épouse d'Alain III, il s'empare de la garde de son  neveu Conan II de Bretagne et se proclame « comte de Bretagne ». Le jeune duc ne sera libéré par ses fidèles qu'en 1047.
L'historien Stéphane Morin analyse les relations entre Eudes, Alain III et Conan II d'une façon différente : Eudes aurait assuré un réel tutorat de Conan et aurait géré honnêtement le Duché après la mort de son frère, laissant toujours la première place au futur duc dans la signature des actes. La rupture entre Eudes et Conan II ne serait survenue qu'en 1047,.
Vers 1045-1047, Berthe de Blois, mère de Conan, quitte la Bretagne pour se marier avec Hugues V, Comte du Mans.
De 1040 à 1047, Eudes se rapproche du comte d'Anjou Geoffroy II à qui il donne sa fille Adèle en épouse. Il rompt ainsi avec la tradition qui alliait les Comtes de Rennes aux Comtes de Blois. Allié du roi de France, le Comte d'Anjou était alors en conflit ouvert avec le Comte de Blois. 
Après le départ de Conan, Eudes assure seul la direction du duché de 1047 à 1057. En 1049, il est qualifié de "Princes des Bretons" par le pape Léon IX qui lui reconnaît sa prééminence sur la noblesse bretonne. Les deniers émis à cette époque par l'atelier monétaire de Rennes qualifie Eudes de dux Britanniae,.
En 1052, Eudes participe à une coalition réunissant le roi de France Henri Ier et le Comte d'Anjou pour combattre Guillaume de Normandie. La coalition est battue à la bataille de Mortemer en 1054.
Lors d'une nouvelle offensive franco-angevine contre le duc de Normandie, Eudes est capturé puis emmené à Chartres par Conan II en 1057.
En 1062 la paix est conclue entre le duc et Geoffroy Boterel, fils aîné d'Éon qui continue seul le combat.
Les enfants d'Eudes se rapprochent alors de Guillaume de Normandie et participent avec beaucoup de succès à la conquête de l'Angleterre, cinq de ses fils y prennent part : Alain le Roux, Alain le Noir, Etienne, Brient, et Ribaud.
Des années plus tard, bien que très âgé, Eudes participe encore en 1075 aux soulèvements des féodaux contre Hoël II de Bretagne, le successeur de Conan II il laisse toutefois la conduite des opérations à son fils aîné Geoffroy Boterel.
Il meurt le 7 janvier 1079 et est inhumé dans la cathédrale de Saint-Brieuc

## Union et postérité
De son union vers 1035 avec Orguen/Agnès, fille du comte de Cornouaille Alain Canhiart, il a neuf enfants
- Adèle (vers 1035 - † après 1056-1057) ;
- Geoffroy Ier de Penthièvre, dit Boterel  († 1093) ;
- Brian († 1084), participe à la conquête de l'Angleterre et reçoit l'Honneur de Richmond, mort sans postérité ;
- Alain le Roux († 1093), qui tient l'Honneur de Richmond de 1070 à 1093, sans postérité ;
- Guillaume † après 1055-1057 ;
- Robert † après 1055-1057 ;
- Richard † après 1056-1057 ;
- Alain le Noir († 1098), qui tient l'Honneur de Richmond peu de temps après la mort de son frère en 1093, sans postérité ;
- Étienne († 1137), comte de Guingamp de Trégor et seigneur de Goëlo, puis comte de Penthièvre, et qui tient l'Honneur de Richmond à partir de 1098.

Il a par ailleurs au moins cinq enfants illégitimes :
- une fille épouse d'Enisan de Pléven ;
- Bodin (frère de Bardulf) moine à l'Abbaye Notre-Dame d'York ;
- Bardulf de Ravensworth ;
- Ribald de middleham épouse Béatrice Taillebois ;
- Arnold.

L'historiographie traditionnelle le considère en outre comme le père de
- Derrien bastardus à qui l'on attribue la fondation du château de La Roche-Derrien.

## Source
- Stéphane Morin, Trégor, Goëlo, Penthièvre. Le pouvoir des Comtes de Bretagne du XIe au XIIIe siècle, Rennes, Presses universitaires de Rennes & Société d'émulation des Côtes-d'Armor, 2010, 406 p. (ISBN 9782753510128), p. 23-26,37,39,41,43-46,51-55,57-67,69-73,75,76,78,80-84,90-94,96-100,102-109,111-117,119,121,121,122,124,125,130,154,156,168,170,172,178,179,182,184,190,198,199,205,206,215-217,224,225,227,228,236,239,241,243,245,248,254,255,259,264,267,269,270,274,282,284,285,296,300,302,309.